# Baoluan
Baoluan (kinesiska: 包鸾) är en köping i sydvästra Kina. Den ligger i Fengdu härad i storstadsområdet Chongqing, omkring 110 kilometer öster om det centrala stadsdistriktet Yuzhong. Antalet invånare är 21 417. Befolkningen består av 10 412 kvinnor och 11 005 män. Barn under 15 år utgör 25,0 %, vuxna 15-64 år 57 %, och äldre över 65 år 17,0 %.